# يان هولمز
يان هولمز (بالإنجليزية: Ian Holmes)‏ (8 ديسمبر 1950 المملكة المتحدة - ) هو لاعب كرة قدم بريطاني يلعب كلاعب وسط.